# Erodium turcmenum
Erodium turcmenum är en näveväxtart som först beskrevs av Dmitrij Litvinov, och fick sitt nu gällande namn av Aleksandr Alfonsovitj Grossgejm. Erodium turcmenum ingår i släktet skatnävor, och familjen näveväxter. Inga underarter finns listade i Catalogue of Life.